# لاري كارني
لاري كارني (بالإنجليزية: Larry Carney)‏ هو كاتب للأطفال وكاتب أمريكي، ولد في 31 ديسمبر 1965.